# Sheila Holland
Pour les articles homonymes, voir Holland.
Sheila Holland (née Sheila Ann Mary Coates en 1937 à Dagenham, alors dans l'Essex et aujourd'hui dans le Grand Londres, et morte le 10 octobre 2000 à l'Île de Man) est une romancière britannique autrice de 160 romans d'amour. Elle a commencé à écrire avec son nom de jeune fille, Sheila Coates, et son nom marital, Sheila Holland. Elle a aussi écrit sous des pseudonymes Charlotte Lamb, Victoria Woolf, Sheila Lancaster et Laura Hardy.
Sheila était l'épouse de l'écrivain Richard Holland, et la mère de Michael Holland, Sarah Holland, Jane Holland, Charlotte Holland et David Holland.

### Sheila Holland

#### Œuvres
- Le temps des angélus
- Le cloître des maléfices
- Cœurs troublés
- Un loup dans la brume
- Un éclair de flash

### Charlotte Lamb

#### Œuvres
- Survint un inconnu…
- En un long corps à corps
- Feux interdits
- Voyage au bout de l'amour
- Seule dans le brouillard
- L'oasis du barbare
- Sur une planète lointaine
- La proie du chasseur
- Citadelle en péril
- Une étrange langueur
- Cet abîme entre nous
- Sous le voile du désir
- Vivre sans toi
- Au hasard de ses pas
- L'homme de l'aube
- Un jardin si paisible
- En attendant le printemps
- Une brûlante fièvre
- Le chant de la passion
- Pourquoi fuir ?
- Crescendo
- Charleston girl
- D'où viens-tu Suki ?
- Celui qui hantait ses nuits
- Prisonniers d'une nuit
- Pour oublier un rêve
- Des yeux couleur d'orage
- Quand l'amour est une guerre
- Afin que tu reviennes
- Les mille éclats d'un rêve
- Je chanterai pour vous
- Au diable demain !
- Les violons de Kianthos
- Trois mots magiques
- La jeune fille à la licorne
- Cruel été, tendre automne
- Danse tropicale
- Un nuage sur l'Ermitage
- L'amour poème
- Renaître avec toi
- Douce torture
- Comme un aigle du haut du ciel
- Tout le soleil de Mykonos
- La fin du bal
- Une étoile égarée
- Un jour ou l'autre
- Réapprendre à aimer
- Telle Cendrillon…
- Paysage argenté
- Un film, un amour
- L'amour en guerre
- Un inconnu dans la villa
- Et t'apprendre à aimer
- L'année oubliée
- Et apprendre à t'aimer
- Jusqu'à Venise
- Les mensonges de l'amour
- Les ombres d'autrefois
- La villa des lys
- Un penchant pour vous
- Amère mémoire
- Champagne à New York!
- La jeune fille du portrait
- Dans le jardin magique
- Une nuit au manoir
- La maison de la Chanterelle
- Les orages de la passion
- Mes nuits sont à vous
- Une voix au cœur de la nuit
- Opération séduction
- L'ombre de la dame blonde
- Aux portes du paradis
- Rêves et baisers
- Une nouvelle vie pour Belinda
- Amour, musique et passion
- Le passé secret de Juliet
- Caprice de milliardaire
- Les amants d'une nuit
- Un amour impossible
- Quand l'amour peut attendre…
- Un tendre secret
- Un si lourd secret
- Passion fatale
- Le secret de la dame blanche
- Une étrange obsession
- Le visiteur de l'ombre
- Les jeux du désir
- Un défi impossible
- Un combat incertain
- Un piège inexorable
- Le triomphe de l'amour
- La fièvre au cœur
- Délicieuse tentation
- Dangereuses convoitises
- Désirs inavouables
- L'amour en fuite
- Obsession secrète
- Le temps des aveux
- Passion conjugale
- Les blessures de la passion
- Fiancé malgré lui
- Un macho au cœur tendre
- Deux vies pour s'aimer
- Le cœur aventurier
- Leçon pour un macho
- L'enfant de l'hiver
- Un séduisant ennemi
- Passion au soleil
- Mariage sous contrainte
- Scandales et passions
- Fiancés sous contrat

#### Anthologies
- Une flamme sous la glace / La perle de l'indien
- Obsession secrète / L'amour en prime